# Parastenocaris lorenzae
Parastenocaris lorenzae is een eenoogkreeftjessoort uit de familie van de Parastenocarididae. De wetenschappelijke naam van de soort is voor het eerst geldig gepubliceerd in 1995 door Pesce, Galassi & Cottarelli.